# Muzicologie
Muzicologia (din greacă μουσική = „muzică” și λόγος = „cuvânt”) este studiul sistematic al muzicii sub toate aspectele și manifestările ei: istoria și teoria muzicii, estetica, cultura muzicală a diferitelor popoare.

## Definire
O altă definiție consideră că muzicologia este știința care se ocupă de totalitatea fenomenelor sonore în calitatea lor de fapte culturale. Considerând muzica o formă specifică de practicare a culturii, muzicologia se edifică drept o știință a normelor și legităților gândirii și practicii culturale muzicale.

## Istoric
Ca sector cultural-științific, muzicologia a fost concepută la 1885 de Guido Adler (însoțit de colaboratorii săi Philipp Spitta și Friedrich Chrysander), fondatorul domeniului, din două tipuri de abordare complementare: muzicologia istorică și, respectiv, sistematică.
Ghidul ocupațiilor din România prevede că muzicologul îndeplinește o serie de activități cu privire la cercetarea și dezvoltarea stilurilor muzicale, a școlilor de muzică și a tradițiilor naționale, a lucrărilor diferiților compozitori, a unor lucrări muzicale, a evoluției gândirii muzicale și a artei interpretării.
Împreună cu Friedrich Chrysander (biograf al lui Georg Friedrich Händel) și Philipp Spitta (biograf al lui Johann Sebastian Bach), în 1884, Guido Adler a fondat publicația Vierteljahresschrift für Musikwissenschaft (Revistă trimestrială de muzicologie), în paginile căreia a publicat în 1885 textul fondator al muzicologiei ca știință — Umfang, Methode und Ziel der Musikwissenschaft (Domeniul, metoda și scopul muzicologiei).